# Biowissenschaften
Biowissenschaften (griechisch βιός bios, deutsch ‚Leben‘), Lebenswissenschaften oder Life Sciences sind Forschungsrichtungen und Ausbildungsgänge, die sich mit Prozessen oder Strukturen von Lebewesen beschäftigen oder an denen Lebewesen beteiligt sind. Außer der Biologie umfassen sie auch verwandte Bereiche wie Medizin, Biomedizin, Pharmazie, Biochemie, Chemie, Molekularbiologie, Biophysik, Bioinformatik, Humanbiologie, aber auch Agrartechnologie, Ernährungswissenschaften und Lebensmittelforschung, bis hin zu wissenschaftlicher Aufarbeitung biogener natürlicher Ressourcen und Biodiversitätsforschung. Das Methodenspektrum kann fast das gesamte naturwissenschaftliche Geräte- und Analyseninventar umfassen und auch in Bereiche der Human- und Sozialwissenschaften hineinreichen. Die methodische Arbeit und das theoretische Rüstzeug sind demzufolge häufig stark interdisziplinär, haben aber einen klaren Bezug zu Lebewesen und insbesondere zum Menschen. Damit bildet es eine ähnliche moderne wissenschaftliche Großgruppe wie beispielsweise die Humanwissenschaften.

## Begriff
Aus dem angelsächsischen Sprachraum kommend haben sich auch die Begriffe „Life Sciences“ und, davon abgeleitet, „Lebenswissenschaften“ etabliert, wobei insbesondere die biomedizinisch ausgerichtete Industrie den Begriff „Life Sciences“ pflegt. Diesen verbindet man daher heute vielfach mit anwendungs- und marktorientierter Forschung; „Biowissenschaften“ und „Lebenswissenschaften“ werden dagegen eher auch mit Grundlagenforschung in Verbindung gebracht. Der Begriff „Lebenswissenschaften“ wird manchmal auch in einem sehr weiten Sinne verwendet und auf nicht ursprüngliche biologische Disziplinen, wie Psychologie oder gar künstliche Intelligenz, ausgedehnt. Der Gebrauch der Begriffe ist zwischen Anwendern deutscher und englischer Muttersprache, speziell beim Begriff „Life Sciences“, nicht völlig deckungsgleich oder identisch konnotiert.

## Begriffsverwendung
Da sich viele Forschungseinrichtungen, die sich selber nicht als Biologie bezeichnen können oder wollen, mit biologischen Fragestellungen auseinandersetzen, hat sich der Begriff „Biowissenschaften“ in den vergangenen Jahren stark verbreitet. Auch manche wissenschaftliche Gesellschaften und universitäre Fakultäten/Fachbereiche, die früher den Terminus „Biologie“ oder eine andere Spezialbezeichnung trugen, bedienen sich heute des Begriffs „Biowissenschaften“. Als Beispiele für solche Gesellschaften seien der Verband Biologie, Biowissenschaften und Biomedizin in Deutschland oder die Gesellschaft für Didaktik der BioWissenschaften genannt. Andere Institutionen wiederum bevorzugen den Begriff „Lebenswissenschaften“, so z. B. die Leibniz-Gemeinschaft.

## Studienmöglichkeiten im Bereich der Biowissenschaften
42 der Top 100 Universitäten im Bereich Life Sciences befinden sich auf dem europäischen Kontinent. Neben den klassischen Studiengängen der Biologie und der Biochemie haben sich – zuletzt vor allem im Zuge des Bologna-Prozesses – eine Vielzahl von Studiengängen etabliert, die, aufbauend auf einer ähnlichen Grundausbildung, in Teilbereichen der Biowissenschaften besondere Schwerpunkte setzen. Die unterschiedliche Namensgebung macht es den Studierwilligen schwer, hier eine Auswahl zu treffen. Die Gesellschaft für Biochemie und Molekularbiologie pflegt in der Arbeitsgruppe „Studium Molekularer Biowissenschaften“ eine Liste der entsprechenden Studiengänge in Deutschland und der Verband Biologie, Biowissenschaften und Biomedizin in Deutschland hat sowohl einen online-Studienführer aller Studiengänge im deutschen Sprachraum, als auch eine Zusammenstellung aller konsekutiven und weiterführenden Master-Studiengänge in den Biowissenschaften zusammengestellt (siehe Weblinks).